# Jacobus van Egmond
Jacobus Johannes van Egmond,més conegut com a Jacques van Egmond (Haarlem, 17 de febrer de 1908 - Haarlem, 9 de gener de 1969) va ser un ciclista en pista neerlandès que fou professional entre 1934 i 1940.
Abans, com a ciclista amateur, va participar en els Jocs Olímpics de Los Angeles de 1932, en què guanyà una medalla d'or en la prova de velocitat individual i una de plata en el quilòmetre contrarellotge. En la prova de tàndem finalitzà el quart. En aquests anys també va guanyar tres títols nacionals de velocitat i el Campionat del món de velocitat de 1933.
Una vegada passat al professionalisme, el 1934, va guanyar tres títol nacionals de velocitat, el 1934, 1935 i 1936.

## Palmarès
- 1931
  -  Campió dels Països Baixos de velocitat amateur
- 1932
  -  Medalla d'or als Jocs Olímpics de Los Angeles en velocitat individual
  -  Medalla de plata als Jocs Olímpics de Los Angeles en quilòmetre contrarellotge
  -  Campió dels Països Baixos de velocitat amateur
  - 1r al Gran Premi de velocitat de Copenhague amateur
- 1933
  -  Campió del món de velocitat amateur
  -  Campió dels Països Baixos de velocitat amateur
- 1934
  -  Campió dels Països Baixos de velocitat
- 1935
  -  Campió dels Països Baixos de velocitat
- 1936
  -  Campió dels Països Baixos de velocitat